# Narrenzunft Grusilochzottli
Die Narrenzunft Grusilochzottli e. V. ist eine  Narrenzunft aus Lahr im Schwarzwald. Sie wurde im Jahr 1937 gegründet und ist die älteste Narrenzunft der Stadt. Sie ist Gründungsmitglied des Verbands Oberrheinischer Narrenzünfte. Die Figur des Grusilochzottli gilt als Lahrer Erznarr.

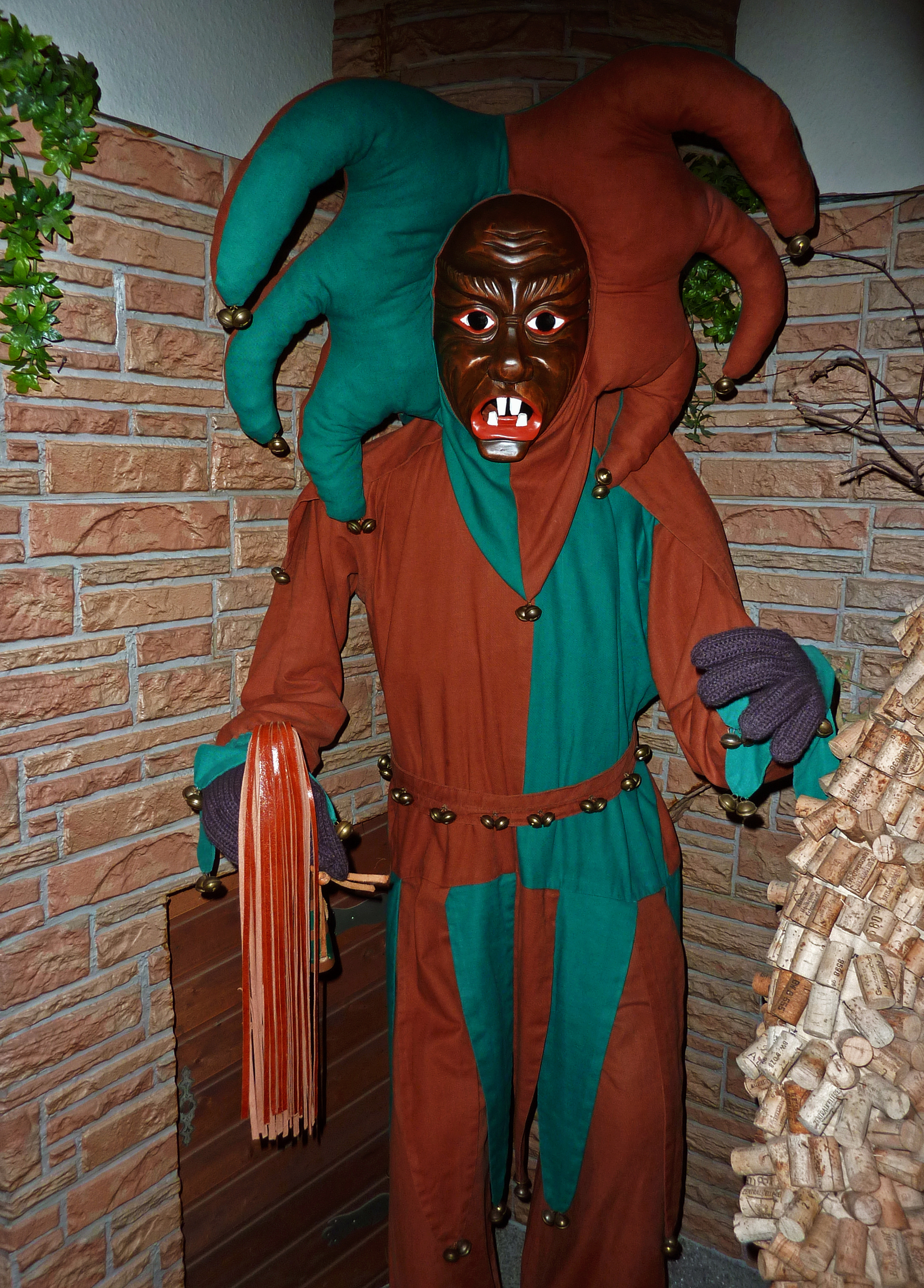
Der Grusilochzottli – Hauptfigur der Lahrer Narrenzunft

## Geschichte
Der Vereinsname hat einen historischen Ursprung: Bereits im Mittelalter sollen unheimliche Gestalten rund um den Lahrer Storchenturm – das Wahrzeichen der Stadt – ihr Unwesen getrieben haben. Die Zunft greift diese Sage auf und pflegt mit ihren Figuren und Bräuchen das lokale Brauchtum rund um die schwäbisch-alemannische Fastnacht.
Jedes Jahr am Schmutzigen Donnerstag befreien die Lahrer Narren den Grusilochzottli symbolisch aus seinem Gefängnis im Storchenturm. Erst ab diesem Tag darf er sein Häs tragen und an den Umzügen und Veranstaltungen teilnehmen. Am Fasentdienstag wird er wieder bis zum nächsten Jahr eingesperrt.

## Gruppen
Die Narrenzunft Grusilochzottli e. V. setzt sich aus mehreren Gruppierungen zusammen:
- Der Grusilochzottli – eine Schreckgestalt, die Hauswände erklimmt, um Passanten zu erschrecken.
- Die Bürgermiliz – gegründet 1831, mit historischem Hintergrund.
- Die Marketenderinnen – in Anlehnung an frühere Versorgungsfrauen in militärischen Einheiten.
- Die Blau-Weiß-Garde – gegründet etwa um 1950, sie begleitet die Zunft bei offiziellen Anlässen.

## Narrenruf
Der Narrenruf der Grusilochzottli lautet:  „Seira, Seira, Seirasa – Knackwurscht isch kei Servala!“
Er wird bei Umzügen und Zunftveranstaltungen lautstark von den Mitgliedern gerufen und gehört fest zur Identität der Zunft. Der Ruf spielt auf regionale Sprachunterschiede und Esskultur an – ganz im Sinne des närrischen Geistes.

## Häsbeschreibung
Das Häs des Grusilochzottli besteht aus einem braun-grünen Stoffgewand mit auffälligen Details. Die markanteste Besonderheit ist die handgeschnitzte Holzmaske, an der sich insgesamt sechs Hörner befinden – jeweils drei auf jeder Seite. An jedem dieser Hörner hängen kleine Glöckchen, die bei jeder Bewegung erklingen.
Das Oberteil ist mit fransenartigen Stoffstreifen („Spättle“) versehen, die an den Ärmeln und am unteren Saum angebracht sind – ebenfalls mit Glöckchen besetzt. Um die Taille trägt der Grusilochzottli einen breiten Gürtel mit zusätzlichen Glöckchen.
Die Hose besteht aus braunem Stoff und wird an den Unterschenkeln erneut von Spättle mit Glöckchen ergänzt. In der Hand trägt der Grusilochzottli eine Peitsche mit mehreren Lederriemen – ein weiteres charakteristisches Accessoire der Figur.

## Veranstaltungen
Die Narrenzunft Grusilochzottli veranstaltet gemeinsam mit der Lahrer Narrenzunft sowohl den traditionellen Zunftabend als auch den großen Narrenumzug in Lahr. In der Vergangenheit berichtete auch der SWR über die Aktivitäten der Zunft.